# Sakiko
Sakiko （サキコ、1973年6月13日 -）は、福岡県・熊本県を拠点に活動するフリー・ラジオパーソナリティ。

## 人物
熊本県玉名市出身。
アメリカの大学で最優秀ジャーナリスト賞、最優秀ニュースプロデューサー賞の受賞。
忘れられない出来事はトム・クルーズに会えたこと、ポール・マッカートニーにインタビューできたこと。
趣味は熱帯魚＆金魚飼育、DVD観賞、読書。三度の飯より漫画が好き。
好きな音楽は80'sからのアメリカンRock、UK Rock、Classical Music。
新日本プロレスも大好きで、誕生日には真壁刀義にサプライズで番組に出演してもらいお祝いをしてもらったことがある。
血液型はA型。口癖は「知らんけど！」。
ラジオ番組『music×serendipity』では毎日スケッチブックに自ら絵を描き、AbemaRADIOの放送ではそれにまつわるDJ名で自らコメントも書き込んでいた。

## 現在の出演番組
- music×serendipity（LOVE FM）(水曜・木曜 担当)
- POPTAPE（LOVE FM）(日曜 11:00-13:00）
- ぎゅっと（九州朝日放送）(金曜パートナー)[2]

## 過去の出演番組
- 安政町スタジオZERO（FMK）
- 音楽居酒屋 一曲入魂（LOVE FM）(毎月第2月曜日 23:00-23:30）
- 並木良和の愛こそはすべて（LOVE FM）(金曜 23:30-24:00）